# Qəzənfər Musabəyov
Qəzənfər Mahmud oğlu Musabəyov, w transkrypcji rosyjskiej Gazanfar Musabekow (ur. 26 lipca 1888 we wsi Pirəbədil w guberni bakijskiej, zm. 9 lutego 1938) – radziecki i azerski polityk, przewodniczący Rady Komisarzy Ludowych Azerbejdżańskiej SRR w latach 1922–1928, przewodniczący Centralnego Komitetu Wykonawczego (CIK) ZSRR w latach 1925–1937, przewodniczący CIK Azerbejdżańskiej SRR w latach 1929–1931 i Zakaukaskiej FSRR w latach 1931–1932, przewodniczący Rady Komisarzy Ludowych Zakaukaskiej FSRR w latach 1931–1936.

## Życiorys
W 1917 ukończył studia medyczne na uniwersytecie w Kijowie, w tym czasie został przewodniczącym komitetu wykonawczego rady kubińskiej, od 1918 działacz RKP(b) i lekarz w Astrachaniu. W latach 1918–1920 kierownik sekcji komitetu RKP(b) w Astrachaniu, 1920–1921 członek Tymczasowej Rady Wojskowo-Rewolucyjnej Komitetu Azerbejdżanu, 1921–1922 ludowy komisarz żywności Azerbejdżańskiej SRR i kandydat na członka Komitetu Wykonawczego Kominternu. W latach 1922–1928 przewodniczący Rady Komisarzy Ludowych Azerbejdżańskiej SRR. Od 21 maja 1925 do czerwca 1937 przewodniczący CIK ZSRR. Od 31 grudnia 1925 do 25 czerwca 1937 kandydat na członka KC WKP(b), od września 1929 do 15 grudnia 1931 przewodniczący CIK Azerbejdżańskiej SRR, od 18 stycznia 1931 do 28 stycznia 1932 przewodniczący CIK Zakaukaskiej FSRR, od 12 listopada 1931 do 5 grudnia 1936 przewodniczący Rady Komisarzy Ludowych tej republiki. Odznaczony Orderem Czerwonego Sztandaru Pracy. W czerwcu 1937 aresztowany, następnie rozstrzelany.